# Esbjerg Hurricanes
Gli Esbjerg Hurricanes sono una squadra di football americano di Esbjerg, in Danimarca.

## Dettaglio stagioni

### Tackle football

#### Tornei

##### Tornei nazionali

###### Nationalligaen
| Stagione | regular season | regular season | regular season | regular season | regular season | regular season | playoff | playoff | playoff | playoff | playoff | playoff    | playoff           |
|          | Vin            | Par            | Per            | Tot            | PF             | PS             | Vin     | Per     | Tot     | PF      | PS      | risultato  | avversaria        |
| -------- | -------------- | -------------- | -------------- | -------------- | -------------- | -------------- | ------- | ------- | ------- | ------- | ------- | ---------- | ----------------- |
| 1999     | 1              | 0              | 5              | 6              | 47             | 216            | -       | -       | -       | -       | -       | -          | -                 |
| 2012     | 3              | 0              | 7              | 10             | 135            | 323            | -       | -       | -       | -       | -       | -          | -                 |
| 2013     | 4              | 0              | 6              | 10             | 214            | 365            | 1       | 0       | 1       | 45      | 0       | Spareggio  | Horsens Stallions |
| 2014     | 1              | 0              | 9              | 10             | 100            | 409            | 0       | 2       | 2       | 14      | 93      | Retrocessi | Horsens Stallions |
| Totale   | 9              | 0              | 27             | 36             | 496            | 1313           | 1       | 2       | 3       | 59      | 93      |            |                   |

Fonti: Enciclopedia del Football - A cura di Massimo Mezzetti

###### Kvalifikations Ligaen/1. division
| Stagione | regular season | regular season | regular season | regular season | regular season | regular season | playoff | playoff | playoff | playoff | playoff | playoff   | playoff            |
|          | Vin            | Par            | Per            | Tot            | PF             | PS             | Vin     | Per     | Tot     | PF      | PS      | risultato | avversaria         |
| -------- | -------------- | -------------- | -------------- | -------------- | -------------- | -------------- | ------- | ------- | ------- | ------- | ------- | --------- | ------------------ |
| 2015     | 6              | 0              | 4              | 10             | 196            | 164            | -       | -       | -       | -       | -       | -         | -                  |
| 2016     | 4              | 0              | 6              | 10             | 166            | 252            | -       | -       | -       | -       | -       | -         | -                  |
| 2017     | 4              | 0              | 4              | 8              | 198            | 110            | -       | -       | -       | -       | -       | -         | -                  |
| 2018     | 2              | 0              | 2              | 4              | 82             | 107            | -       | -       | -       | -       | -       | -         | -                  |
| 2019     | 9              | 0              | 0              | 9              | 331            | 133            | 1       | 0       | 1       | 6       | 0       | Campioni  | Ørestaden Spartans |
| 2020     | 1              | 0              | 2              | 3              | 16             | 100            | -       | -       | -       | -       | -       | [ 1 ]     | -                  |
| 2021     | 4              | 0              | 2              | 6              | 130            | 130            | 0       | 1       | 1       | 0       | 14      | Wild Card | Ørestaden Spartans |
| 2023     | 3              | 0              | 6              | 6              | 126            | 225            | -       | -       | -       | -       | -       | -         | -                  |
| Totale   | 33             | 0              | 26             | 59             | 1245           | 1221           | 1       | 1       | 2       | 6       | 14      |           |                    |

Fonti: Enciclopedia del Football - A cura di Massimo Mezzetti

###### Danmarksserien
| Stagione | regular season | regular season | regular season | regular season | regular season | regular season | playoff | playoff | playoff | playoff | playoff | playoff     | playoff          |
|          | Vin            | Par            | Per            | Tot            | PF             | PS             | Vin     | Per     | Tot     | PF      | PS      | risultato   | avversaria       |
| -------- | -------------- | -------------- | -------------- | -------------- | -------------- | -------------- | ------- | ------- | ------- | ------- | ------- | ----------- | ---------------- |
| 2022     | 4              | 0              | 2              | 6              | 228            | 120            | 1       | 1       | 2       | 120     | 76      | Elming Bowl | Avedøre Monarchs |
| Totale   | 4              | 0              | 2              | 6              | 228            | 120            | 1       | 1       | 2       | 120     | 76      |             |                  |

Fonti: Enciclopedia del Football - A cura di Massimo Mezzetti

### Riepilogo fasi finali disputate
| Anno              | Luogo      | Evento         | Fase del torneo | Incontro                                | Risultato |
| 21 settembre 2014 | Esbjerg    | Nationalligaen | Spareggio       | Esbjerg Hurricanes - Horsens Stallions  | 45 - 0    |
| 4 ottobre 2014    | Esbjerg    | Nationalligaen | Playout         | Esbjerg Hurricanes - Horsens Stallions  | 6 - 49    |
| 29 settembre 2019 | Esbjerg    | 1. division    | Finale          | Esbjerg Hurricanes - Ørestaden Spartans | 0 - 6     |
| 19 settembre 2021 | Copenaghen | 1. division    | Wild Card       | Ørestaden Spartans - Esbjerg Hurricanes | 14 - 0    |
| 25 settembre 2022 | Hvidovre   | Danmarksserien | Elming Bowl     | Esbjerg Hurricanes - Avedøre Monarchs   | 46 - 48   |

## Palmarès
- 1 1. division (2019)
- 1 2. division (1998)